# بوربور سفلي (مقاطعة دلفان)
بوربور سفلي (بالفارسية: بوربور سفلی) هي قرية تقع في قسم كاكاوند الغربي الريفي (مقاطعة دلفان) في إيران. يقدر عدد سكانها بـ 89 نسمة .